# فريدريك دبليو. آدامز
فريدريك دبليو. آدامز (بالإنجليزية: Frederick Whiting Adams)‏ هو طبيب وكاتب أمريكي، ولد في 27 ديسمبر 1786 في باوليت في الولايات المتحدة، وتوفي في 17 ديسمبر 1858 في مونبلييه في الولايات المتحدة.